# Cyperus camphoratus
Cyperus camphoratus är en halvgräsart som beskrevs av Frederik Michael Liebmann. Cyperus camphoratus ingår i släktet papyrusar, och familjen halvgräs. Inga underarter finns listade i Catalogue of Life.